# Bote Patrullero Fluvial

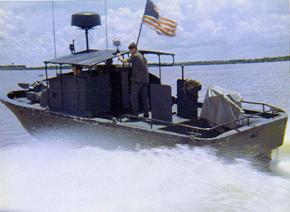
PBR Mark II

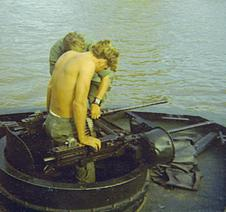
Ametralladoras gemelas M2 calibre .50 delanteras en un Bote Patrullero Fluvial modelo Mark II

 El Bote Patrullero Fluvial o PBR (siglas en inglés de Patrol Boat, Riverine) es el nombre que da la Armada de los Estados Unidos a una pequeña lancha patrullera de casco rígido utilizada en la Guerra de Vietnam desde marzo de 1966 hasta finales de 1975. Se constituyó una fuerza que llegó a tener 250 unidades, convirtiéndose en la embarcación más común de la Fuerza de Patrulla Fluvial, la Fuerza de Tareas 116. Se utilizaron para detener y registrar el tráfico fluvial en zonas como el delta del Mekong, la Zona Especial de Rung Sat, el río Saigón y el Cuerpo I, en la zona asignada a la Fuerza de Tareas Clearwater, en un intento de interrumpir los envíos de armas. En este papel se involucraron con frecuencia en combates con soldados enemigos en barcos y en la costa, fueron empleadas para insertar y extraer equipos SEAL de la Marina, y fueron utilizadas por la 458.ª Compañía de Transporte del Ejército de los Estados Unidos, conocida como los 458.ª Tigres de Mar. El Bote Patrullero Fluvial fue finalmente reemplazado por la nave de operaciones especiales – Riverine (SOC-R).

## Diseño
La PBR era una embarcación versátil con casco de fibra de vidrio y propulsión por chorro de agua, lo cual le permitía operar en ríos poco profundos y ahogados por la maleza. Sólo extraía 2 pies (0,61 m) de agua completamente cargado. Las transmisiones se podían girar para invertir la dirección, girar el barco en su propia eslora o detenerse a toda velocidad en unas pocas esloras.
Se fabricaron dos versiones del Bote Patrullero Fluvial: la primera, con una longitud de 9,4 m (31 pies) y una viga de 7 pulgadas (10 pies); la versión Mark II de 9,8 m (32 pies) de largo y 0,30 m (un pie) más ancho de viga tenía accionamientos mejorados para reducir el ensuciamiento y contaba con cañones de aluminio para resistir el desgaste.

## Tripulación
Por lo general, estaba a cargo de una tripulación de cuatro personas. Normalmente, un Contramaestre de Primera Clase servía como capitán de barco, con un compañero artillero, un ingeniero y un marinero a bordo. Cada tripulante recibía una formación cruzada en los trabajos de los demás, por si uno de ellos se viese imposibilitado de llevar a cabo sus tareas. En general, operaban en parejas bajo el mando de un oficial de patrulla que viajaba en una de las embarcaciones.

## Potencia
Los barcos estaban propulsados por dos motores Detroit Diesel 6V53N de 180 CV (115 kW) con propulsión por chorro de agua Jacuzzi Brothers. Alcanzaron velocidades máximas de 28,5 nudos (53 km/h 32 mph).

## Armamento
Los barcos tenían una potencia de fuego comparativamente grande para su tamaño. La configuración de armamento típica incluía ametralladoras gemelas M2HB calibre 50 (12,7 mm) delanteras en una bañera apantallada giratoria, una sola M2HB trasera, una o dos ametralladoras ligeras M60 de 7,62 mm montadas en los lados de babor y estribor, y una granada Mk 18 lanzacohetes. También había una dotación completa de rifles M16, escopetas, pistolas 45 ACP y granadas de mano. Algunos tenían una disposición "a cuestas", una ametralladora calibre 50 encima de un mortero de 81 mm; otros tenían un cañón automático Mk16 Mod 4 Colt de 20 mm montado en el arco, derivado de la versión AN/M3 de Hispano-Suiza HS.404 y también figura en los LCM y PBR.
Los barcos no estaban bien protegidos, salvo por un blindaje cerámico para el foso de la ametralladora y una placa blindada de acero de un cuarto de pulgada de espesor para el piso del timonel. Fueron diseñados para depender de una rápida aceleración, maniobrabilidad y velocidad para salir de situaciones peligrosas.

## Carrera operativa
De 1966 a 1972, los PBR fueron operados por la Armada como componente principal del Grupo de Trabajo 116. Los PBR operaron con la Reserva Naval de los EE. UU. hasta 1995 en Mare Island (California), antes del cierre de la base debido a la acción de BRAC ese año. Durante la Guerra de Vietnam, en Mare Island se encontraban las instalaciones de reparación, operaciones de inactividad, operaciones submarinas y operaciones de entrenamiento fluvial de la Marina de los EE. UU. tanto para las patrullas rápidas (PCF, más comúnmente conocidas como lanchas rápidas), como para las PBR y las lanchas de asalto fluviales de la Fuerza Móvil Riverine. Las áreas de entrenamiento para los PBR y Swift Boats todavía existen hoy dentro del área de vida silvestre del estado de Napa Sonoma Marsh. Ciénagas como las de Dutchman Slough, China Slough, Napa Slough, Devil's Slough, Suisun Marshland y el río Napa atraviesan la antigua zona de entrenamiento.
Como la Marina estaba ocupada patrullando los ríos, el Ejército de los Estados Unidos tenía que asegurar las aguas alrededor de sus puertos militares. Por lo tanto, a principios de 1968, la 458ª Compañía de Transporte (LARC) se convirtió en una empresa operada por la 18ª Brigada de la Policía Militar. Con el cuartel general de la compañía en Cat Lai, la compañía asignó pares de Botes Patrulleros Fluviales a cada uno de los puertos del Ejército. Las tripulaciones consistían en dos marineros del ejército, timonel e ingeniero, y dos policías militares como artilleros.
A finales de la década de 1990, lo que quedaba de los Botes Patrulleros Fluviales estaba concentrado únicamente en la Reserva Naval (los Swift Boats habían sido retirados del servicio activo de la Marina de los EE. UU. inmediatamente después de la Guerra de Vietnam a principios de la década de 1970) y se trasladaron más hacia el interior, hacia Sacramento, la capital del estado de California, que también está entrelazada con ríos. Desde Sacramento, los Botes Patrulleros Fluviales aún podrían transitar directamente hacia y a través de la Bahía de San Francisco y hacia el Océano Pacífico, en caso de que fuese necesario. Las aguas del Área de Vida Silvestre Estatal, junto a la antigua base de entrenamiento (fluvial) de la Marina de los EE. UU. en Mare Island, todavía están disponibles para el uso de Botes Patrulleros Fluviales de la Marina de los EE. UU.

## Operadores
- – Armada de los Estados Unidos
- – Armada de la República de Vietnam
- Reino de Laos –
- – Real Armada Tailandesa
- – Marina de Brasil
- – Servicio Nacional Aeronaval
- – Marina de Irak

## Medallas
James "Willie" Williams era un marinero de la Marina de los Estados Unidos al mando de la PBR 105. Durante una operación de patrulla el 31 de octubre de 1966, un enfrentamiento entre dos PBRs (105 y uno más) y dos sampanes se convirtió en una batalla de tres horas de duración en la que participaron más de 50 buques enemigos, numerosas tropas de tierra de los VC y helicópteros de ataque de la Marina de los Estados Unidos. Por su papel en esta batalla, Williams recibió la Medalla de Honor. Según la citación, "la patrulla contabilizó la destrucción o pérdida de 65 barcos enemigos e infligió numerosas bajas al personal enemigo". Williams es considerado el marinero alistado más condecorado en la historia de la Marina de los Estados Unidos. La Marina de los Estados Unidos nombró póstumamente a un destructor de misiles guiados, el USS James E. Williams, en su honor.
Patrick Osborne Ford era un marinero de la Armada de los Estados Unidos que prestaba servicio en un barco patrullero,  que murió en Vietnam después de haber salvado la vida de dos de sus compañeros de barco. La Marina de los EE. UU. le otorgó póstumamente la Cruz de la Armada y más tarde nombró una fragata, el USS Ford (FFG-54), en su honor.

## En la cultura popular
- Una parte importante de la acción de la película Apocalypse Now de 1979, tiene lugar en un PBR ficticio de la Marina de los Estados Unidos con el nombre en clave de Street Gang.

- En la cuarta temporada del programa de televisión The Grand Tour, el presentador Jeremy Clarkson usa un PBR no original en el primer episodio.